# Jorge Toro
Jorge Luis Toro Sánchez (Santiago, 10 de janeiro de 1939 – 16 de fevereiro de 2024) foi um futebolista chileno que atuou como meia.

## Carreira
Toro jogou pelo Colo-Colo, com o qual foi campeão do campeonato nacional em 1960.
Esteve presente na equipe chilena que conquistou o terceiro lugar na Copa de 1962. Em uma equipe que contava com grandes nomes na história do futebol do país, Toro se destacou na famosa "Batalha de Santiago", quando os chilenos se envolveram em várias confusões durante a partida, contra a Itália. Tal comportamento contra os italianos deveu-se a supostas reportagens preconceituosas de diários italianos, antes do Mundial. Nela, marcou o segundo tento da vitória, sendo Ramírez o responsável pelo primeiro.
Na disputa das semifinais, contra o então campeão Brasil, Toro voltou a marcar, porém, não conseguiu evitar a derrota da equipe, por 4 a 2. Nessa partida contra os brasileiros, ficou famosa a seguinte frase: "Comemos o macarrão italiano, tomamos a vodca russa, e, agora, tomaremos o café brasileiro." Toro também esteve presente na decisão do terceiro lugar contra os Iugoslavos, sendo o capitão da Roja.

## Morte
Toro morreu em 16 de fevereiro de 2024, aos 85 anos, ele lutava contra uma leucemia.